# Paolo Rotondo
Paolo Rotondo est un acteur, scénariste et réalisateur néo-zélandais d'origine italienne, né à Naples en 1971.

## Biographie
Après avoir passé les premières années de sa vie en Italie, Paolo Rotondo arrive en Nouvelle-Zélande en 1982. Il est éduqué au Sacred Heart College. Il retourne dans son pays natal pour étudier la littérature et l'histoire de l'art à l'université pour étrangers de Pérouse avant d'obtenir un diplôme de lettres à l'université d'Auckland. Il prend ensuite des cours d'art dramatique à l'école Philippe Gaulier de Londres, puis à Melbourne. En 1995, il écrit sa première pièce de théâtre, Black Hands.
Il obtient un premier grand rôle au cinéma avec son personnage de tueur en série dans The Ugly (1997), pour lequel il est acclamé par la critique et est récompensé par le prix du meilleur acteur au Fantafestival. Il retrouve le succès critique et commercial en interprétant un des trois rôles principaux de la comédie à succès Stickmen (2001). Il écrit ensuite une deuxième pièce de théâtre, Little Che, inspirée librement du livre Voyage à motocyclette et qui connaît un important succès en Nouvelle-Zélande. De 2004 à 2005, il a un rôle régulier dans le soap opera Shortland Street puis il écrit et réalise le court-métrage Dead Letters (2006), qui est récompensé par le prix du meilleur scénario de court-métrage aux New Zealand Film Awards.
En 2007, il écrit sa troisième pièce de théâtre, Strange Resting Places, sur l'histoire d'un bataillon maori en Italie pendant la seconde Guerre mondiale. Cette pièce est à l'affiche de théâtres du monde entier pendant quatre ans et reçoit le prix de la meilleure nouvelle pièce aux Chapman Tripp Theatre Awards, les principales récompenses néo-zélandaises pour le théâtre. En 2013, il écrit et réalise son premier long-métrage pour le cinéma, Orphans and Kingdoms, tourné entièrement sur l'île Waiheke.

## Filmographie

### Acteur

#### Cinéma
- 1997 : The Ugly : Simon Cartwright
- 1998 : La Jeunesse d'Hercule : Enya
- 2001 : Stickmen : Thomas

#### Télévision
- 1995 : Xena, la guerrière (saison 1, épisode 7) : Philius
- 2001 : Cleopatra 2525 (saison 2, épisode 14) : Porter
- 2003 : Riverworld, le monde de l'éternité (téléfilm) : Flavius
- 2003-2005 : Shortland Street (soap opera, personnage régulier) : Andrew Solomon
- 2004 : The Insiders Guide to Happiness (mini-série) : Tim
- 2006 : Power Rangers : Force mystique (3 épisodes) : Snow Prince (voix)
- 2015 : Power Rangers : Dino Charge (2 épisodes) : Duplicon (voix)
- 2016 : The Making of the Mob: Chicago (en) (série TV) : Johnny Torrio

### Réalisateur, scénariste
- 2014 : Orphans and Kingdoms